# カワサキ・GPZ250R
GPZ250R（ジーピーゼットにひゃくごじゅうアール）とは、
川崎重工業が製造していたオートバイである。

## 概要
GPZ250Rは、1985年にGPz250の後継機種として発売された。
先代GPz250と先々代Z250FTで採用されていた空冷エンジンから、新開発の水冷4ストロークDOHC4バルブ直列2気筒エンジンへと変更された。
先代GPz250の特徴のひとつであったベルト駆動は、スポーツモデルとして一般的なチェーン駆動に再変更された。
また、カウリングに関しても、ハンドルマウントのビキニカウルではなく、フレームマウントのハーフカウルを装備する。
1987年に後継機種となるGPX250R（外観は大きく改められたが、大掛かりなマイナーチェンジ版とも捉えられる）が発売されると共に販売終了となった。
輸出用モデルも存在し、北米仕様は"Ninja250R"の名称で販売された。なお、先代モデルのGPz250は日本国内専用モデルであり、輸出モデルとしては排気量拡大版のGPz305が存在する。
この「Ninja250R」の車種名は、初代のGPZ250R北米仕様が1986年に発売されて以来、1988年発売の2代目（87年国内発売のGPX250R北米仕様）、1990年発売の3代目（ZZR250北米仕様）、2008年発売の4代目（ニンジャ250R / EX250-K北米仕様）まで続き、同モデル最終型の2012年まで使用された。
ちなみに、2013年モデルとして登場した国内仕様の「Ninja250（EX250-L）」は北米で販売されず、かわって排気量拡大版のNinja300（EX300）が各国向けに販売されたため、以後「Ninja250R」の名称は使用されていない。